# Vuelta a Andalucía
Vuelta a Andalucía–Ruta Ciclista Del Sol er et spansk etapeløb i landevejscykling som arrangeres hvert år i februar. Løbet er blevet arrangeret siden 1925, men der var ingen løb mellem 1926 og 1954 grundet regeringen i Spanien. Løbet er af UCI klassificeret med 2.Pro og er en del af UCI ProSeries.

## Vindere
| År                                         | Vinder                       | Toer                         | Treer                         |
| ------------------------------------------ | ---------------------------- | ---------------------------- | ----------------------------- |
| Vuelta a Andalucía                         |                              |                              |                               |
| 1925                                       | Ricardo Montero              | Victorino Otero              | Telmo García                  |
| 1926-1954 ikke arrangeret                  |                              |                              |                               |
| 1955                                       | José Gómez del Moral         | Salvador Botella             | Francesc Alomar Florit        |
| 1956                                       | Miguel Bover                 | José Gómez del Moral         | Antón Barrutia Iturriagoitia  |
| 1957                                       | Hortensio Vidaurreta García  | Gabriel Mas                  | Jesús Galdeano                |
| 1958                                       | Gabriel Company              | Gabriel Mas                  | José Gómez del Moral          |
| 1959                                       | Miguel Pacheco               | Joaquín Barceló Santonja     | Antonio Jiménez Pareja        |
| 1960                                       | Gabriel Mas                  | José Gómez del Moral         | Juan Manuel Santiago Montilla |
| 1961                                       | Angelino Soler               | José Gómez del Moral         | Gabriel Mas                   |
| 1962                                       | José Antonio Momeñe          | Antón Barrutia Iturriagoitia | Gabriel Mas                   |
| 1963                                       | Antón Barrutia Iturriagoitia | Antonio Carreras             | Alcino Rodrigo                |
| 1964                                       | Rudi Altig                   | Michel Stolker               | Bas Maliepaard                |
| 1965                                       | José Segú                    | Jesús Isasi                  | Antonio Tous                  |
| 1966                                       | Jesús Aranzabal              | Dieter Puschel               | José María Errandonea         |
| 1967                                       | Ramón Mendiburu              | Gabino Ereñozaga Lejarreta   | José Antonio Momeñe           |
| 1968                                       | Antoine Houbrechts           | Francisco José Juan Granell  | Luis Ocaña                    |
| 1969                                       | Antonio Gómez del Moral      | Jorge Mariné                 | José Manuel Lasa              |
| 1970                                       | José Gómez Lucas             | José Antonio González        | Harm Ottenbros                |
| 1971                                       | Jean-Pierre Monseré          | Jos van der Vleuten          | Roger De Vlaeminck            |
| 1972                                       | Jan Krekels                  | Gerard Vianen                | José Antonio González         |
| 1973                                       | Georges Pintens              | José Antonio González        | Rik Van Linden                |
| 1974                                       | Freddy Maertens              | Jose Luis Viejo              | José Antonio González         |
| 1975                                       | Freddy Maertens              | Luis Ocaña                   | Dietrich Thurau               |
| 1976                                       | Gerrie Knetemann             | Hennie Kuiper                | Gerben Karstens               |
| 1977                                       | Dietrich Thurau              | Hennie Kuiper                | Domingo Perurena              |
| 1978 ikke arrangeret Ruta Ciclista del Sol |                              |                              |                               |
| 1979                                       | Dietrich Thurau              | Daniel Willems               | Vicente Belda                 |
| 1980                                       | Daniel Willems               | Bernt Johansson              | Eulalio García Pereda         |
| 1981                                       | Jos Schipper                 | Ronny De Witte               | Martin Havik                  |
| 1982                                       | Marc Sergeant                | Ángel Arroyo                 | Alberto Fernández Blanco      |
| 1983                                       | Eduardo Chozas               | Antonio Coll                 | Jo Maas                       |
| 1984                                       | Julián Gorospe               | Jaime Vilamajó               | Jesús Blanco Villar           |
| 1985                                       | Rolf Gölz                    | Miguel Indurain              | Jesús Blanco Villar           |
| 1986                                       | Steven Rooks                 | Peter Hilse                  | Iñaki Gastón                  |
| Vuelta a Andalucía                         |                              |                              |                               |
| 1987                                       | Rolf Gölz                    | Jesús Blanco Villar          | Julián Gorospe                |
| 1988                                       | Edwig Van Hooydonck          | Jesús Blanco Villar          | Maarten Ducrot                |
| 1989                                       | Fabio Bordonali              | Luc Roosen                   | Peter Hilse                   |
| 1990                                       | Eduardo Chozas               | Miguel Ángel Martínez Torres | Pascal Lance                  |
| 1991                                       | Roberto Lezaun               | Jesper Skibby                | Adrie van der Poel            |
| 1992                                       | Miguel Ángel Martínez Torres | Jesús Montoya                | Herminio Díaz Zabala          |
| Vuelta a Andalucía "Ruta Ciclista Del Sol" |                              |                              |                               |
| 1993                                       | Julián Gorospe               | Edwig Van Hooydonck          | Neil Stephens                 |
| 1994                                       | Stefano Della Santa          | Luc Roosen                   | Francisco Cabello Luque       |
| 1995                                       | Stefano Della Santa          | Francisco Cabello Luque      | Mariano Rojas                 |
| 1996                                       | Neil Stephens                | Oleksandr Honchenkov         | Peter Farazijn                |
| 1997                                       | Erik Zabel                   | Johan Museeuw                | David Etxebarria              |
| 1998                                       | Marcelino García             | Laurent Jalabert             | David Etxebarria              |
| 1999                                       | Javier Pascual Rodríguez     | Santiago Botero              | Santiago Blanco Gil           |
| 2000                                       | Miguel Ángel Peña            | Francisco Cabello Luque      | Aitor Garmendia               |
| 2001                                       | Erik Dekker                  | Marc Wauters                 | Aleksandr Sjefer              |
| 2002                                       | Antonio Colom                | Axel Merckx                  | Javier Pascual Rodríguez      |
| 2003                                       | Javier Pascual Llorente      | Davide Rebellin              | Alejandro Valverde            |
| 2004                                       | Juan Carlos Domínguez        | Carlos García Quesada        | Samuel Sánchez                |
| 2005                                       | Francisco Cabello Luque      | Daniel Moreno                | José Luis Martínez Jiménez    |
| 2006                                       | Carlos García Quesada        | Rodrigo García Rena          | Adolfo García Quesada         |
| Vuelta a Andalucía-Ruta Ciclista Del Sol   |                              |                              |                               |
| 2007                                       | Óscar Freire                 | Dario Cioni                  | Tadej Valjavec                |
| 2008                                       | Pablo Lastras                | Clément Lhotellerie          | Cadel Evans                   |
| 2009                                       | Joost Posthuma               | Xavier Tondo                 | Davide Rebellin               |
| 2010                                       | Michael Rogers               | Jurgen Van den Broeck        | Sergio Pardilla               |
| 2011                                       | Markel Irízar                | Jurgen Van den Broeck        | Levi Leipheimer               |
| 2012                                       | Alejandro Valverde           | Rein Taaramäe                | Jérôme Coppel                 |
| 2013                                       | Alejandro Valverde           | Jurgen Van den Broeck        | Bauke Mollema                 |
| 2014                                       | Alejandro Valverde           | Richie Porte                 | Luis León Sánchez             |
| 2015                                       | Chris Froome                 | Alberto Contador             | Beñat Intxausti               |
| 2016                                       | Alejandro Valverde           | Tejay van Garderen           | Bauke Mollema                 |
| 2017                                       | Alejandro Valverde           | Alberto Contador             | Thibaut Pinot                 |
| 2018                                       | Tim Wellens                  | Wout Poels                   | Marc Soler                    |
| 2019                                       | Jakob Fuglsang               | Jon Izagirre                 | Steven Kruijswijk             |
| 2020                                       | Jakob Fuglsang               | Jack Haig                    | Mikel Landa                   |
| 2021                                       | Miguel Ángel López           | Antwan Tolhoek               | Julen Amezqueta               |
| 2022                                       | Wout Poels                   | Cristián Rodríguez           | Miguel Ángel López            |
| 2023                                       | Tadej Pogačar                | Mikel Landa                  | Santiago Buitrago             |
| 2024                                       | ikke uddelt                  |                              |                               |
| 2025                                       | Pavel Sivakov                | Clément Berthet              | Tom Pidcock                   |